# Пьотър Петрович Пален
Пьотър Петрович Пален (на руски: Пётр Петрович Пален) е руски граф и военачалник от времето на царете Александър I и Николай I.

## Биография
Пален произхожда от стар дворянски род с имения в Естландия (в днешна Естония). Син е на Пьотър Алексеевич Пален, който е военен губернатор на Санкт Петербург при царуването на Павел. Още от 13-ата си година е зачислен към различни гвардейски формации като младши офицер, но израства бързо във военната йерархия и през 1800 година е вече генерал–майор и командир на хусарски полк. Първото му участие в бойни действия е в похода срещу иранците в Азербайджан през 1796 година. Проявява се като успешен кавалерийски командир във войната срещу Наполеон през 1806 – 1807 и в отразяването на френското нашествие през 1812 година. Участва и в задграничните походи на руската армия до Париж през 1814.
През 1827 година Пален достига чин генерал от кавалерията, но за командване му е поверен пехотен корпус. В руско-турската война през 1829 година участва в обсадата на Силистра. Действайки под началството на генерал Иван Дибич, през май същата година командва главните руски сили в сражението при Кюлевча, недалеч от Шумен. След преминаването на Дибич през Балкана Пален се сражава при Сливен и Одрин. Завършва военната си кариера с участието си в потушаването на въстанието в Полша през 1831 година. Корпусът под негово началство формира една от щурмовите колони при превземането на Варшава.
След руско-полската война граф Пален е за кратко време (1834 – 1835) член на Държавния съвет (консултативен законодателен орган) на Руската империя, а от 1835 до 1841 година е посланик във Франция.